# Hiệp định đình chiến Triều Tiên
Hiệp định đình chiến Triều Tiên (tiếng Hàn Quốc: 한국정전협정 / 조선정전협정; tiếng Trung: 韓國停戰協定 / 朝鮮停戰協定) là một hiệp định đình chiến về chấm dứt Chiến tranh Triều Tiên. Các bên ký kết bao gồm Trung tướng William Harrison Jr. và Tướng Mark W. Clark của Lục quân Hoa Kỳ đại diện cho Bộ Tư lệnh Liên Hợp Quốc (UNC), lãnh tụ Kim Nhật Thành và Tướng Nam Il đại diện cho Quân đội Nhân dân Triều Tiên (KPA), và Bành Đức Hoài đại diện cho Chí nguyện quân Nhân dân Trung Quốc (PVA). Hiệp định đình chiến được ký kết vào ngày 27 tháng 7 năm 1953, và có mục đích "đảm bảo chấm dứt hoàn toàn các hoạt động thù địch và mọi động thái vũ trang ở Triều Tiên cho đến khi đạt được thỏa thuận hòa bình cuối cùng".
Suốt Hiệp định Genève 1954 ở Thụy Sĩ, Thủ tướng và ngoại trưởng Chu Ân Lai đề nghị nên thiết lập một hiệp ước hòa bình trên bán đảo Triều Tiên. Tuy nhiên, Ngoại trưởng Hoa Kỳ John Foster Dulles không chấp nhận nỗ lực đạt được một hiệp ước như vậy. Một giải pháp hòa bình cuối cùng chưa bao giờ đạt được. Hiệp định đình chiến đã thành lập Khu phi quân sự Triều Tiên (DMZ), biên giới mới trên thực tế giữa hai miền, có hiệu lực ngừng bắn, và hoàn tất việc hồi hương tù binh. DMZ chạy gần vĩ tuyến 38 Bắc và đã chia đôi hai miền Triều Tiên kể từ khi hiệp định đình chiến được ký kết năm 1953.
Hàn Quốc chưa bao giờ ký Hiệp định đình chiến Triều Tiên, do Tổng thống Lý Thừa Vãn từ chối chấp nhận thất bại trong việc thống nhất Triều Tiên bằng vũ lực. Trung Quốc bình thường hóa quan hệ và ký hiệp ước hòa bình với Hàn Quốc vào năm 1992. Năm 1994, Trung Quốc rút khỏi Ủy ban đình chiến quân sự Bộ Tư lệnh Liên Hợp Quốc, để lại Bắc Triều Tiên và Bộ Tư lệnh Liên Hợp Quốc là những bên duy nhất còn tham gia hiệp định đình chiến. Năm 2011, Hàn Quốc tuyên bố Bắc Triều Tiên đã vi phạm hiệp định đình chiến 221 lần.